# Сан-Мартин-душ-Тигреш
Сан-Мартин-душ-Тигреш (порт. São Martinho dos Tigres) — историческое, ныне покинутое поселение, расположенное на острове Тигрес в муниципалитете Томбва, провинции Намибе в Анголе.

## История
Впервые португальцы постели территорию где сейчас находятся руины Сан-Мартин-душ-Тигреш в ходе экспедиции в январе 1486 года. Они нашли две большие деревни, которые они называли Курока и Ангра-дас-Дуас-Альдейас. 24 сентября 1839 года эти места посетил капитан Педро Александрино да Кунья и переименовал деревни Курока и Ангра-дас-Дуас-Альдейас в Порту-ду-Пинда. Однако португальцы не задержались тут, а предпочли колонизовать район Мокамедса. Лишь в 1854 году португальские колониальные власти начали колонизовать Порту-ду-Пинда. Они опасались усиления британского влияния в регионе после визита исследователя Джеймса Эдварда Александра. Португальцы в первую очередь начали строительство форта возле которого в 1860 году появились рыбацкие посёлки Порту-ду-Пинда и Сан-Мартин-душ-Тигреш
Португальское правительство пересилило сюда несколько десятков рыбацких семей из области Алгарви. Благодаря этому
поселение имело хорошую инфраструктуру, став крупнейшим в Анголе поставщиком рыбы и морепродуктов в первой половине XX века. Однако в 1962 году уровень воды поднялся и перерезал перешеек полуострова Тигрес, превратив его в остров. С тех пор Сан-Мартинью-дус-Тигреш неоднократно сталкивался с проблемой водоснабжения и доставки необходимых товаров.
После провозглашения независимости Анголы в 1975 году, опасаясь волны насилия со стороны африканцев былые колонисты вынуждены были покинуть Сан-Мартин-душ-Тигреш. После этого поселение было заброшено. В 80-х и 90-х годах XX века Европейский союз выделял финансы на восстановление поселения, но правительство Анголы так и не смогло заселить эту территорию.

## Экономика
Экономическая деятельность в Сан-Мартин-душ-Тигреш носит сугубо туристический характер. Благодаря популярным легендам, которые окружают его статус города-призрака посмотреть на руины приезжают многие туристы.